# Francesco Maria Bourbon del Monte
Francesco Maria Bourbon del Monte (ur. 5 lipca 1549 w Wenecji, zm. 27 sierpnia 1626 w Rzymie) – włoski kardynał, kolekcjoner sztuki, daleki krewny francuskiej dynastii królewskiej Burbonów.

## Życiorys
Mianowany kardynałem w 1588. Prefekt Kongregacji Soboru Trydenckiego (obecnej Kongregacji ds. Duchowieństwa) 1606-16. Protoprezbiter S. Lorenzo in Lucina 1612-1615, w 1615 uzyskał promocję do diecezji podmiejskiej Palestrina. 14 czerwca 1615 został mianowany regentem markizatu Santa Maria. Prefekt Kongregacji ds. Obrzędów od 1620. Na konklawe 1621 był kandydatem do tiary, jednak Hiszpania zgłosiła weto wobec jego kandydatury. Biskup Porto e Santa Rufina 1621-23. Uczestniczył w konklawe 1623 jako subdziekan Św. Kolegium. Wybrany wówczas papież Urban VIII w dniu 27 września 1623 mianował go dziekanem Św. Kolegium Kardynałów, przenosząc go do diecezji Ostia e Velletri. Uczestniczył w obchodach roku jubileuszowego 1625. Był kolekcjonerem sztuki, jego zbiory liczyły około 600 obrazów. Był patronem Caravaggia. Zmarł w Rzymie w wieku 77 lat.